# 阔叶骨碎补
阔叶骨碎补（学名：Davallia solida）为骨碎补科骨碎补属下的一个种。